# الدوميين الترس (بنو هلال)
الدوميين الترس هي إحدى مشيخات المملكة المغربية، تتبع جغرافيا لإقليم سيدي بنور وإداريًا لبنو هلال. يقدر عدد سكانها بـ 6788 نسمة حسب الإحصاء الرسمي للسكان والسكنى لسنة 2004.